# La lunga pista dei lupi
La lunga pista dei lupi  (Die blutigen Geier von Alaska) è un film del 1973 diretto da Harald Reinl e liberamente ispirato ai racconti di Karl May e Jack London

## Trama
Alaska. Jack Harper, un cacciatore d'orsi, giunge in soccorso dell'amico morente Sanders al quale promette di prendersi cura del nipotino Billy. Jack affida il piccolo allo sceriffo che sta conducendo una carovana verso Paradise Crick. Il perfido vice sceriffo Buffin, sapendo che il convoglio trasporta dell'oro, lo assale insieme a dei suoi amici malviventi uccidendo lo sceriffo e impossessandosi dell'oro ma trovando l'inaspettata presenza deI bambino. A Buffin sta bene che sia Mark, uno degli assalitori che ha appena perso il fratello, a prenderlo in custodia. A questo punto il vice sceriffo viene anche eletto sceriffo ed è pronto a godersi il guadagno delle sue malafatte convinto di averla fatta franca ma non ha fatto i conti con Jack che ha tutte le intenzioni di scoprire che fine ha fatto il piccolo Billy.

## Promozione

### Locandine
Anche se nei crediti ufficiali, così come nella storia narrata, non risulta, sulle locandine e sui manifesti utilizzati per la promozione del film, all'epoca della sua diffusione nelle sale cinematografiche italiane, viene specificato che la pellicola è tratta da un romanzo di Jack London.

## Distribuzione
Il film è stato distribuito nelle sale cinematografiche italiane nei primi mesi del 1974.

### Data di uscita
Alcune date di uscita internazionali nel corso degli anni sono state:
- 16 ottobre 1973 in Germania (Die blutigen Geier von Alaska)[4]
- 1 febbraio 1974 in Italia[5]

## Accoglienza
La pellicola non ha ottenuto un buon riscontro al botteghino e nemmeno con la critica. Quest'ultima non ha apprezzato l'accostamento inappropriato che viene fatto con l'opera di London e neppure la realizzazione tecnica giudicata approssimativa così come le Alpi bavaresi o limitrofe spacciate per l'Alaska.